# The Bloody Beetroots
The Bloody Beetroots är ett italienskt band som grundades 2006 av Bob Rifo (Sir Bob Cornelius Rifo) och Tommy Tea (Isaac). Rifo var sedan tidigare en internationellt känd indieproducent. Under livespelningar bär medlemmarna svarta venommasker. År 2010 anslöt sig Edward Grinch, som spelar trummor under spelningarna. Under turnén kallade de sig själva för "The Bloody Beetroots - Death Crew 77". 
Deras EP Cornelius var en av de hundra mest nedladdade på iTunes Store år 2008. Samma år inkluderades också deras låt "Butter" i soundtracket till FIFA 09. Låten "Mac Mac" kunde också hittas i 2K Sports NBA 2K9. De har släppt ett fullängdsalbum 21 augusti 2009, Romborama, som innehöll några spår från tidigare släpp och spelade samma sommar på Emmabodafestivalen och 2010 på festivalen Putte i parken i Karlskoga. De gjorde också en spelning på Emmabodafestivalen sommaren 2011 där Dennis Lyxzén medverkade.